# プロトロンビン時間

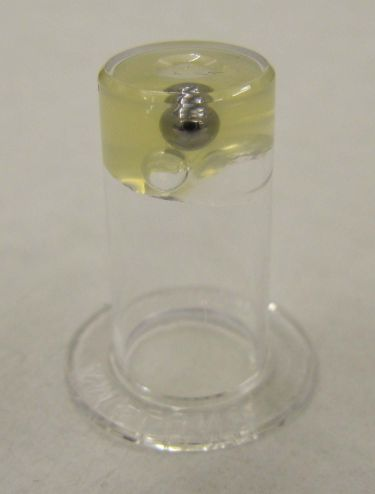
組織因子を添加した後の血漿。ゲル状の構造で、鉄球を保持できるほどの強度を持つ。

プロトロンビン時間（ぷろとろんびんじかん）、もしくはPT(prothrombin time)は血液の凝固因子に関する指標の一つ。外因系及び共通系の凝固異常を判定する検査指標として用いられる。

## 検査法
まず、被検者の静脈血を採取する。このうち血漿にカルシウムと組織トロンボプラスチンを加え、このときの凝固時間を測定する。
正常では11-13秒（PT-INRで0.80-1.20）。

### International normalized ratio (INR)
検査に用いる組織トロンボプラスチンは生物由来の製剤であるために、製造ロットや製造業者によって結果が異なってくる。この差異を標準化するために考案されたものが International normalized ratio（INR, 国際標準比または国際標準化比。PT-INRとも表記される）である。各業者は、製造した組織トロンボプラスチンごとに国際感受性指標 (International Sensitivity Index、ISI)を表示する。ISIはそのロットが国際標準試料とどれだけ異なっているかを表示したものであり、その値は通常1.0から1.4の間である。検体のプロトロンビン時間の正常対照試料に対する比を、正常対照試料のISIで累乗したものがINRとなる。
{\displaystyle {INR}=\left({\frac {PT_{test}}{PT_{normal}}}\right)^{ISI}}

## プロトロンビン時間の意義
プロトロンビン時間の短縮は病的意義が少ない。問題になるのはほとんどが延長である。
- 第VII因子欠乏ないし異常：外因系の因子である。外因系・及び共通系の検査なので、これらの系に異常があればプロトロンビン時間が延長する。
- 第II因子（プロトロンビン）欠乏ないし異常：共通系の因子である。共通系ではAPTTも延長する。
- 第V因子欠乏ないし異常：共通系
- 第X因子欠乏ないし異常：共通系
- 肝硬変・肝炎・肝臓癌：凝固因子を産生しているのは肝臓である。したがって、肝硬変や肝炎などで肝臓の機能が著しく低下した場合、因子の欠乏によってプロトロンビン時間が延長する。同時にAPTTも延長する。
- DIC：凝固因子の消費が過剰。この場合もAPTTが延長する。
- ワーファリン投与・ビタミンK欠乏：第VII因子はビタミンK依存性凝固因子であるため、これが不足すると外因系が阻害され、プロトロンビン時間が延長する。
  - ワーファリンによる抗凝固療法のコントロール推奨値は一般にPT-INR=2.0～3.0とされている。[1]ただ70歳以上の高齢者などの、出血の合併症の恐れがあるときにはPT-INR=1.6～2.6とすることとされる。[2]

## その他
| 状態                          | プロトロンビン時間 | 活性化部分トロンボプラスチン時間 | 出血時間 | 血小板数             |
| ----------------------------- | ------------------ | -------------------------------- | -------- | -------------------- |
| ビタミンK欠乏 or ワルファリン | 延長               | 変化なし または やや延長         | 変化なし | 変化なし             |
| 播種性血管内凝固症候群        | 延長               | 延長                             | 延長     | 減少                 |
| ヴォン・ヴィレブランド病      | 変化なし           | 延長 or 変化なし                 | 延長     | 変化なし             |
| 血友病                        | 変化なし           | 延長                             | 変化なし | 変化なし             |
| アスピリン                    | 変化なし           | 変化なし                         | 延長     | 変化なし             |
| 血小板減少症                  | 変化なし           | 変化なし                         | 延長     | 減少                 |
| 急性肝不全                    | 延長               | 変化なし                         | 変化なし | 変化なし             |
| 末期肝不全                    | 延長               | 延長                             | 延長     | 減少                 |
| 尿毒症                        | 変化なし           | 変化なし                         | 延長     | 変化なし             |
| 無フィブリノーゲン血症        | 延長               | 延長                             | 延長     | 変化なし             |
| 第V因子欠乏                   | 延長               | 延長                             | 変化なし | 変化なし             |
| 第X因子欠乏                   | 延長               | 延長                             | 変化なし | 変化なし             |
| 血小板無力症                  | 変化なし           | 変化なし                         | 延長     | 変化なし             |
| ベルナール・スリエ症候群      | 変化なし           | 変化なし                         | 延長     | 減少 または 変化なし |
| 第XII因子欠乏                 | 変化なし           | 延長                             | 変化なし | 変化なし             |
| 遺伝性血管浮腫                | 変化なし           | 短縮                             | 変化なし | 変化なし             |

血友病は内因系の第VIII因子や第IX因子に異常がある。そのためAPTTは延長するものの、プロトロンビン時間は延長しない。
同様に第VIII因子に異常があるヴォン・ヴィレブランド病もAPTT延長・PT正常を示す。